# Хиях
Хиях (Хнях) — село в Рутульском районе Дагестана. Входит в Цахурское сельское поселение.

## Географическое положение
Расположено на северном склоне Главного Кавказского хребта на реке Самур, в 26 км северо-западнее районного центра села Рутул.

## Население
| 1895 | 1926 | 1939 | 1970 | 1989 | 2002 | 2010 |
| ---- | ---- | ---- | ---- | ---- | ---- | ---- |
| 155  | ↘72  | ↗92  | ↘81  | ↘45  | ↗51  | ↗56  |
| 2021 |      |      |      |      |      |      |
| ↘43  |      |      |      |      |      |      |

Моноэтническое цахурское село.

## Известные уроженцы
- Мамедов, Шахбан Мамедович